# Felipe Quispe Huanca
Felipe Quispe Huanca, född 22 augusti 1943 i provincen Omasuyos, La Paz, Bolivia, död 19 januari 2021, var kandidat i det bolivianska presidentvalet 2005 för partiet Pachakuti, som är en rörelse för indianerna i Bolivia. Hans vicepresidentkandidat var Camila Choquetijlla.